# Evan Longoria
Evan Michael Longoria (nascido em 7 de outubro de 1985), apelidado de Longo, é um jogador profissional de beisebol. Jogou na equipe de beisebol da Long Beach State University, onde ele foi o MVP de 2005 da Cape Cod Baseball League e Jogador do Ano da Big West Conference em 2006. Foi escolhido na primeira rodada (terceiro no geral) do draft de 2006 pelo Rays. Após duas temporadas completas nas ligas menores, fez sua estreia nas grandes ligas pelo Rays em 2008 e convocado pela equipe da American League no All Star Game de 2008 até 2010. Longoria também foi escolhido como Novato do Ano em 2008 pela American League em 10 de novembro. Longoria conseguiu uma das mais importantes rebatidas na história do Rays quando rebateu um walk off home run nas entradas extras na temporada de 2011, empatando com o Boston Red Sox na corrida por uma vaga no wildcard da American League e mandando sua equipe para a pós-temporada.
Em 2017, firmou sua transferência para o San Francisco Giants para jogar pelo time na próxima temporada.

## Vídeo viral
Em 6 de maio de 2011 foi publicado um vídeo em que Evan Longoria estava sendo entrevistado dentro de um estádio enquanto os colegas de equipe treinavam rebatidas ao fundo. Em uma rebatida, a bola vai em alta velocidade na direção da repórter. Evan rapidamente se vira e pega a bola com uma mão, impedindo que a bola atingisse e ferisse a repórter. Em 16 de maio, o vídeo já tinha 1,2 milhões de visualizações. Em junho de 2020, o vídeo já havia ultrapassado 10 milhões de visualizações.

Evan afirmou ao Tampa Tribune que o vídeo é verdadeiro. No entanto, diversas fontes afirmam que o vídeo provavelmente é falso. O site Mashable relatou que o vídeo provavelmente é uma propaganda para a Gilette, pois a logo da marca aparece claramente no fundo do vídeo, e Evan já havia feito outras propagandas para a marca. A CBS cita como evidências de que o vídeo é falso o fato de que a repórter que aparece no vídeo não tem nome, não há nome nem logo de nenhum canal de televisão, e que nenhum canal diz ter produzido o vídeo, apesar da sua popularidade. O site de checagem de fatos Snopes concluiu que o vídeo é falso, citando a ausência de equipamentos de segurança e a proximidade da repórter ao campo como indícios da montagem. Além da bola, as logos da Gilette ao fundo também foram geradas por computador.